# Drets del col·lectiu LGBT a Santa Helena, Ascensió i Tristan da Cunha

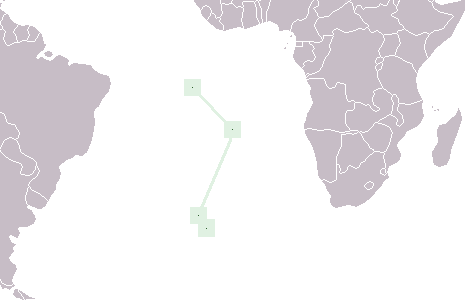

Aquest és un article sobre els drets LGBT a Santa Helena, Ascensió i Tristan da Cunha. Els drets de les persones lesbianes, gais, bisexuals i transsexuals a Santa Helena, Ascensió i Tristan da Cunha han evolucionat gradualment al llarg dels anys. La discriminació basada en l'orientació sexual està prohibida en tot el territori a través de la Constitution Order 2009 i el matrimoni entre persones del mateix sexe és legal a les illes des del 2017.

## Legalitat de l'activitat sexual homosexual
L'homosexualitat és legal a Santa Helena, Ascensió i Tristan da Cunha. Els actes sexuals amb persones del mateix sexe es van decriminalitzar expressament en virtut de la Caribbean Territories (Criminal Law) Order, 2000.

## Reconeixement de les relacions homosexuals
El matrimoni homosexual és legal a l'illa de l'Ascensió des de l'1 de gener de 2017, a Tristan da Cunha des del 4 d'agost de 2017 i des del 20 de desembre de 2017 a Saint Helena.

## Proteccions contra la discriminació
La St Helena, Ascension and Tristan da Cunha Constitution Order 2009 prohibeix la discriminació basada en l'orientació sexual.

## Adopció i parentiu
En virtut de la Saint Helena Welfare of Children Ordinance 2010 (que s'aplica a Santa Helena i Tristan da Cunha) i a l' Ascension Island Child Welfare Ordinance 2011 (que s'aplica a l'illa Ascensió), només poden adoptar les parelles casades. Les parelles homosexuals poden casar-se al territori, per tant, també tenen dret a adoptar. Les agències locals, en el cas d'una adopció, segueixen la lletra de la llei amb el millor interès i les opinions del nen.
Segons un informe del Govern del Regne Unit del 2006, no hi ha hagut adopcions a Santa Helena ni a l'illa Ascensió durant molts anys.

## Taula resum
| Activitat sexual legal amb el mateix sexe                     | (Des de 2001)                               |
| Mateixa edat de consentiment                                  | (Des de 2001)                               |
| Lleis antidiscriminació a la feina                            | (Des de 2009)                               |
| Lleis antidiscriminació en la prestació de béns i serveis     | (Des de 2009)                               |
| Matrimoni del mateix sexe                                     | (Des de 2017)                               |
| Lleis antidiscriminació en el discurs de l'odi i la violència | (Des de 2009)                               |
| Reconeixement de les parelles del mateix sexe                 | (Des de 2017)                               |
| Adopció de fillastres per parelles del mateix sexe            | (Des de 2017)                               |
| Adopció conjunta per parelles del mateix sexe                 | (Des de 2017)                               |
| Prestació de servei militar per gais i lesbianes              | (Des de 2000, UK responsable de la defensa) |
| Dret legal a canviar de gènere                                |                                             |
| Accés a la fecundació in vitro per lesbianes                  |                                             |
| Subrogació comercial per a parelles d'homes homosexuals       | No                                          |
| Permís per donar sang als MSMs                                | No                                          |